# Campeonato Europeo de Gimnasia Artística de 2010
El XXIX Campeonato Europeo de Gimnasia Artística se celebró en Birmingham (Reino Unido) entre el 21 de abril y el 2 de mayo de 2010 bajo la organización de la Unión Europea de Gimnasia (UEG) y la Federación Británica de Gimnasia.
Las competiciones se efectuaron en el National Indoor Arena de la ciudad inglesa.  

## Resultados

### Masculino
| Evento                       | Oro | Plata                                                                                       | Bronce                                                                                      |
| ---------------------------- | --- | ------------------------------------------------------------------------------------------- | ------------------------------------------------------------------------------------------- |
| Suelo (25.04)                | Matthias Fahrig · Alemania · 15,650                                                                        | Eleftherios Kosmidis · Grecia · 15,400                                                      | Daniel Purvis Reino Unido 15,250                                                            |
| Caballo con arcos (25.04)    | Daniel Keatings Reino Unido 15,600                                                                         | Louis Smith Reino Unido 15,375                                                              | Sašo Bertoncelj Eslovenia 14,900                                                            |
| Anillas (25.04)              | Matteo Morandi · Italia · 15,250                                                                           | Samir Aït Saïd Francia 15,100                                                               | Yordan Yovchev Bulgaria 14,900                                                              |
| Salto de potro (25.04)       | Tomi Tuuha · Finlandia · 15,975                                                                            | Matthias Fahrig · Alemania · 15,962                                                         | Flavius Koczi · Rumania · 15,925                                                            |
| Paralelas (25.04)            | Yann Cucherat Francia 15,275                                                                               | Vasileios Tsolakidis · Grecia · 15,200                                                      | Adam Kierzkowski · Polonia · 15,100                                                         |
| Barra fija (25.04)           | Vlasios Maras · Grecia · 15,400                                                                            | Epke Zonderland · Países Bajos · 15,375                                                     | Philipp Boy · Alemania · 15,350                                                             |
| Concurso por equipos (24.04) | Alemania · Philipp Boy · Matthias Fahrig · Fabian Hambüchen · Marcel Nguyen · Evgenij Spiridonov · 266,150 | Reino Unido Louis Smith Daniel Keatings Daniel Purvis Samuel Hunter Kristian Thomas 263,025 | Francia Hamilton Sabot Cyril Tommasone Samir Aït Saïd Yannick Rayepin Yann Cucherat 260,100 |

### Femenino
| Evento                       | Oro | Plata                                                                                         | Bronce                                                                        |
| ---------------------------- | --- | --------------------------------------------------------------------------------------------- | ----------------------------------------------------------------------------- |
| Salto de potro (02.05)       | Ekaterina Kurbatova · Rusia · 14,287                                                                          | Youna Dufournet Francia 14,275                                                                | Tatiana Nabieva · Rusia · 14,150                                              |
| Barras asimétricas (02.05)   | Elizabeth Tweddle Reino Unido 15,875                                                                          | Aliya Mustafina · Rusia · 15,050                                                              | Nataliya Kononenko · Ucrania · 14,750                                         |
| Barra (02.05)                | Amelia Racea · Rumania · 14,400                                                                               | Aliya Mustafina · Rusia · 14,375                                                              | Raluca Haidu · Rumania · 13,950                                               |
| Suelo (02.05)                | Elizabeth Tweddle Reino Unido 14,825                                                                          | Anna Myzdrikova · Rusia · 14,325                                                              | Diana Chelaru · Rumania · 14,125                                              |
| Concurso por equipos (01.05) | Rusia · Aliya Mustafina · Anna Myzdrikova · Ksenia Semenova · Tatiana Nabieva · Ekaterina Kurbatova · 169,700 | Reino Unido Rebecca Downie Nicole Hibbert Elizabeth Tweddle Niamh Rippin Jocelyn Hunt 168,275 | Rumania · Amelia Racea · Raluca Haidu · Ana Porgras · Diana Chelaru · 164,975 |

## Medallero
| Núm. | País         | Oro | Plata | Bronce | Total |
| ---- | ------------ | --- | ----- | ------ | ----- |
| 1    | Reino Unido  | 3   | 3     | 1      | 7     |
| 2    | Rusia        | 2   | 3     | 1      | 6     |
| 3    | Alemania     | 2   | 1     | 1      | 4     |
| 4    | Francia      | 1   | 2     | 1      | 4     |
| 5    | Grecia       | 1   | 2     | 0      | 3     |
| 6    | Rumania      | 1   | 0     | 4      | 5     |
| 7    | Finlandia    | 1   | 0     | 0      | 1     |
| 7    | Italia       | 1   | 0     | 0      | 1     |
| 9    | Países Bajos | 0   | 1     | 0      | 1     |
| 10   | Bulgaria     | 0   | 0     | 1      | 1     |
| 10   | Eslovenia    | 0   | 0     | 1      | 1     |
| 10   | Polonia      | 0   | 0     | 1      | 1     |
| 10   | Ucrania      | 0   | 0     | 1      | 1     |
|      | TOTAL        | 12  | 12    | 12     | 36    |